# Заболото (Пермский район)
Заболото — деревня в Пермском районе Пермского края. Входит в состав Заболотского сельского поселения.

## Географическое положение
Расположена примерно в 2 км к востоку от административного центра поселения, деревни Горшки, и в 40 км к юго-западу от центра города Перми.

## Население
| 2010 |
| ---- |
| 26   |

## Улицы[2]
- Ключевая ул.
- Новая ул.
- Подлесная ул.
- Полевая ул.
- Садовая ул.
- Цветочная ул.
- Солнечная ул.

## Топографические карты
- Лист карты O-40-76 Юго-камский. Масштаб: 1 : 100 000. Состояние местности на 1983 год. Издание 1984 г.